# Herb Williams
Herbert L. Williams (Columbus, 16 de fevereiro de 1958) é um ex-jogador de basquete norte-americano, o qual jogou na National Basketball Association (NBA) por dezoito temporadas de 1981 até 1999. Williams serviu como treinador interino do time da NBA New York Knicks, onde atualmente é assistente técnico.

## Carreira

### Como jogador
- Indiana Pacers (1981–89)
- Dallas Mavericks (1989–92)
- New York Knicks (1992–95; 1995-99)
- Toronto Raptors (1995)

### Como treinador
- New York Knicks (2005) (interino)
- New York Knicks (2006-) (assistente técnico)